# La Muntanyeta (la Garriga)
La Muntanyeta és una muntanya de 352 metres que es troba al municipi de la Garriga, a la comarca del Vallès Oriental.